# بنيسيليوم روكفورتي
بينيسيليوم روكفورتي هو فطر مترمِّم شائع ينتمي إلى جنس الفطريات "بينيسيليوم". ينتشر هذا الفطر في الطبيعة على نطاق واسع، ويمكن العثور عليه في التربة، والمواد العضوية المتحللة، والنباتات.
ويُستخدم هذا الفطر بشكل رئيسي في الصناعة لإنتاج أنواع الجبن الأزرق، ومواد النكهة، والمضادات الفطرية، والسكريات المتعددة، وإنزيمات تحلل البروتينات، وغيرها من الإنزيمات. وقد استُخدم في صناعة أنواع جبن مثل روكفور، وستيلتون والجبن الدنماركي الأزرق، وكابراليس، وأنواع أخرى من الأجبان الزرقاء. أما الأنواع الأخرى مثل جورجونزولا، فيُستخدم في صناعتها فطر آخر يُعرف باسم بينيسيليوم جلاوكم.
وُصِف هذا الفطر لأول مرة عام 1906 على يد عالم الفطريات الأمريكي تشارلز ثوم، وكان يُعتبر في البداية نوعًا غير متجانس من الفطريات الزرقاء-الخضراء التي تُنتج أبواغًا. وقد قُسمت إلى أنواع مختلفة بناءً على الفروقات الشكلية، لكن أعاد تصنيفها كينيث بي. رايبر وتشارلز ثوم سنة 1949 كنوع واحد.
وفي عام 1996، أُعيد تصنيف مجموعة فطريات روكفورتي بناءً على تحليل الحمض النووي الريبوزي الرايبوزومي. وكانت تنقسم سابقًا إلى نوعين فرعيين: نوع خاص بصناعة الجبن، وآخر يُنتج مادة باتولين السامة. لكن أُعيد تصنيفها إلى ثلاث فصائل مستقلة: روكفورتي، وكارنيوم، وبانيوم .